# Città d'Ombria
Città d'Ombria, nota anche come Castelliere d'Ombria e Città d'Umbrìa, è un sito archeologico fondato probabilmente tra il III e il II secolo a.C. dai Liguri o dagli Umbri, fortificato nel VI o VII secolo dai Bizantini, che si trova a 977 m s.l.m. alle pendici del monte Barigazzo nei pressi della frazione di Tosca, all'interno del comune di Varsi, in provincia di Parma.

## Toponimo e primi riferimenti bibliografici
L'origine del toponimo, al pari di quella del sito archeologico, non è ancora completamente chiara. Mentre nel caso in cui i fondatori della città fossero stati gli Umbri i dubbi svanirebbero immediatamente, più difficile sarebbe la spiegazione qualora l'insediamento fosse sorto per mano dei Liguri, come oggi pare più probabile; un'ipotesi ritenuta non troppo attendibile già dallo storico Bernardo Pallastrelli legherebbe il nome "Ombria" alla presunta origine ambrona dei Liguri, che sarebbe stata rivelata da Plutarco nelle Vite parallele.
I primi riferimenti bibliografici e cartografici del sito sono costituiti da vari testi risalenti agli inizi del XVII secolo, tra i quali le due edizioni del 1615 e del 1617 del Libro della Descritione in rame de i Stati et Feudi Imperiali di Don Federico Landi del Sac. Rom. Imp. di Val di Taro et Val di Ceno Principe IIII di Carlo Natali e l'atlante topografico della diocesi di Piacenza di Alessandro Bolzoni del 1615. Da allora le menzioni della Città d'Ombria o Città d'Umbria si susseguirono fino al XIX secolo, tra cui la relazione del commissario agli scavi archeologici di Velleia, Ambrogio Martelli, che così descrisse la visita alle rovine del sito compiuta il 2 giugno 1761:
(Ambrogio Martelli, resoconto della visita alle rovine il 2 giugno 1761)

## Gli scavi del XIX secolo

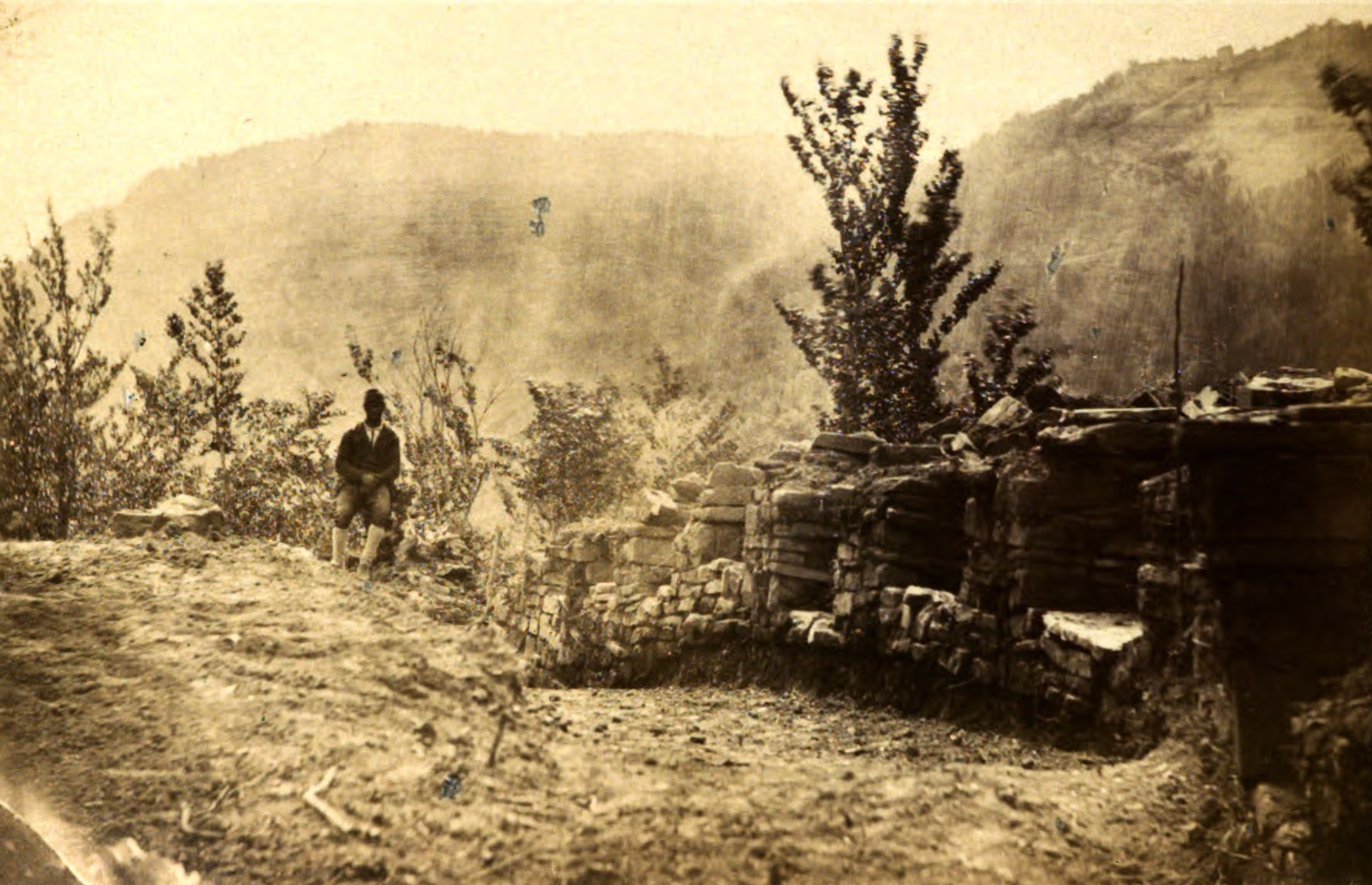
Il muro di cinta durante gli scavi del 1861

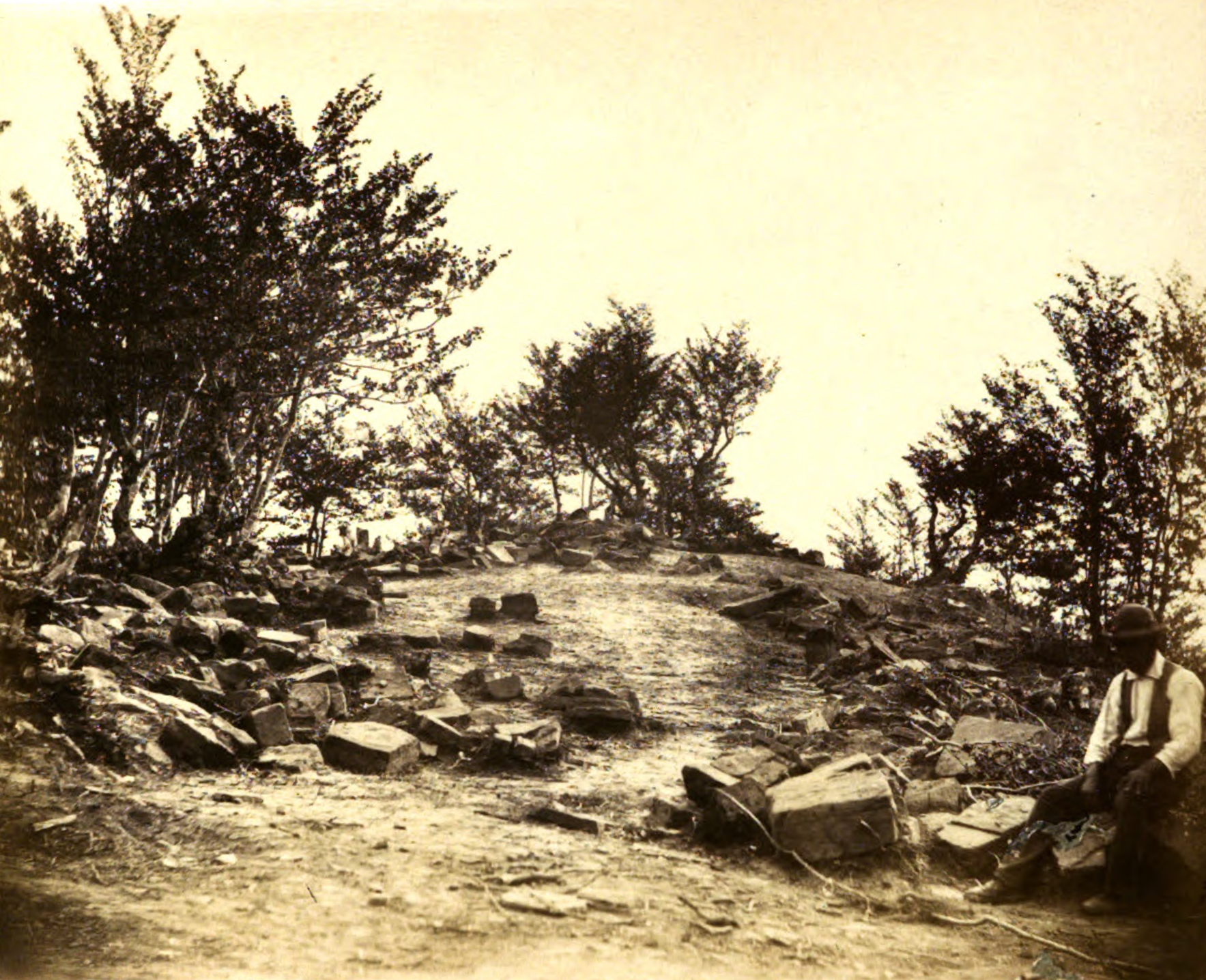
L'interno della città durante gli scavi del 1861

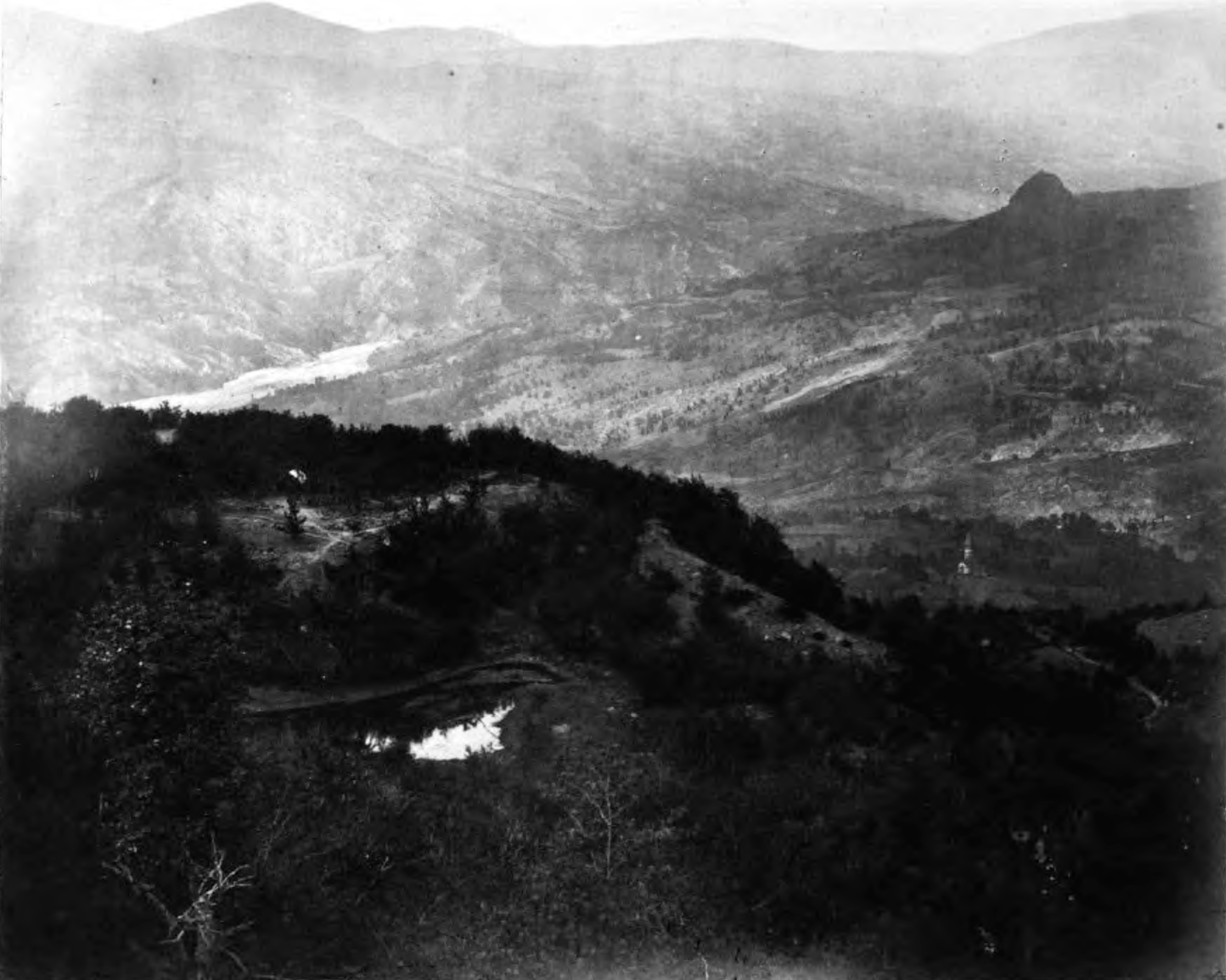
L'altopiano e il Lago di Città nel 1864

Nell'agosto del 1861, sulla base delle Effemeridi, redatte nel 1832 dal conte Gianbattista Anguissola, e delle Pitture delle Valli di Taro e Ceno, scritte in forma di epistola nel 1617 da Francesco Picinelli e Bernardo Landolo, dopo alcuni tentativi andati a vuoto l'archeologo americano Alessandro Wolf intraprese una campagna di scavi su un altopiano del monte Cravedosso, nei pressi della piccola frazione di Tosca; l'area, situata all'incirca alla quota di 1000 m, apparteneva al sindaco di Varsi Bernardino Paganuzzi e sorgeva accanto a un piccolo specchio d'acqua, in seguito ribattezzato Lago di Città. Nonostante l'ostilità e lo scetticismo di vari storici parmensi, Wolf ottenne alcuni finanziamenti privati raccolti su interessamento del Casino di Lettura di Piacenza e della Deputazione di Storia Patria per le Province Parmensi, grazie ai quali avviò e proseguì i lavori per circa tre mesi, riportando alla luce i resti di una torre angolare e dell'adiacente cinta muraria dell'antico insediamento. Tuttavia, durante le indagini, che furono svolte sotto la supervisione del paletnologo Luigi Pigorini inviato dal museo di Parma, l'archeologo recuperò un solo frammento ceramico, in seguito andato perduto, con la conseguenza di rendere molto difficile la datazione del sito. Wolf affidò la pubblicazione di un testo di descrizione degli scavi a Bernardo Pallastrelli, che si avvalse della collaborazione di Domenico Gregori per i rilievi e le rappresentazioni grafiche del sito e di Severino Brigidini per le fotografie; il testo, pronto nel 1862, fu modificato più volte e stampato solo nel 1864.
Negli anni seguenti gli studiosi cercarono di datare il sito archeologico, ma nessuno fu in grado di stabilire con certezza l'epoca delle rovine e la civiltà che le edificò. La maggioranza degli storici dell'epoca ritenne più verosimili le attribuzioni agli Umbri o ai Liguri; per quanto riguarda i secondi, si ha certezza della loro antica presenza in zona grazie al rinvenimento nei secoli di alcuni insediamenti, ma la situazione è molto diversa rispetto ai primi, dei quali non sono mai state trovate prove che ne certificassero qualsiasi contatto col territorio. Tuttavia, la coesistenza dei due luoghi contigui di antica origine denominati Città d'Umbria e Tosca indusse Bernardo Pallastrelli a propendere per l'attribuzione agli Umbri, in considerazione del legame che per alcuni secoli li unì ai Tusci. Secondo entrambe le interpretazioni, la città sarebbe stata fondata quale avamposto fortificato a difesa del territorio dalle incursioni dei Celti oppure dei Romani, a seconda dell'epoca di costruzione. A tali ipotesi si oppose aspramente Luigi Pigorini, incline invece a una datazione alto-medievale.
Nel 1892 tentò invano di svelare il mistero dell'origine della città l'archeologo Giovanni Mariotti. Verso il 1935 fu intrapresa una nuova campagna di ricerche dal marchese Maurizio Corradi Cervi, che raccontò i risultati dei suoi studi nel suo diario, attribuendo ai Liguri la fondazione dell'insediamento tra il III e il II secolo a.C. Tale interpretazione fu sostenuta nel 1950 anche dal direttore del museo archeologico di Parma Giorgio Monaco, che promosse una nuova campagna di scavi, senza tuttavia rinvenire alcun nuovo reperto ceramico. Nel 1976 l'archeologo Tiziano Mannoni spostò invece all'epoca medievale la datazione dell'insediamento, mentre gli studiosi Manuela Catarsi e Pier Luigi Dall'Aglio nei decenni seguenti ipotizzarono come più plausibile una fondazione bizantina o longobarda.
Altre indagini con l'ausilio di numerosi specialisti furono effettuate nel 2012 dalla Soprintendenza archeologica dell'Emilia-Romagna, consentendo di giungere a un risultato finalmente più affidabile; furono individuate due diverse fasi costruttive della città: la prima, risalente al III o II secolo a.C., sarebbe dovuta ai Liguri, mentre la seconda, cui sarebbero da attribuire i resti ancora visibili all'interno del sito archeologico, ai Bizantini, che nel VI o VII secolo vi avrebbero eretto una struttura fortificata per difendersi dalle invasioni dei Goti o dei Longobardi.

## Rovine

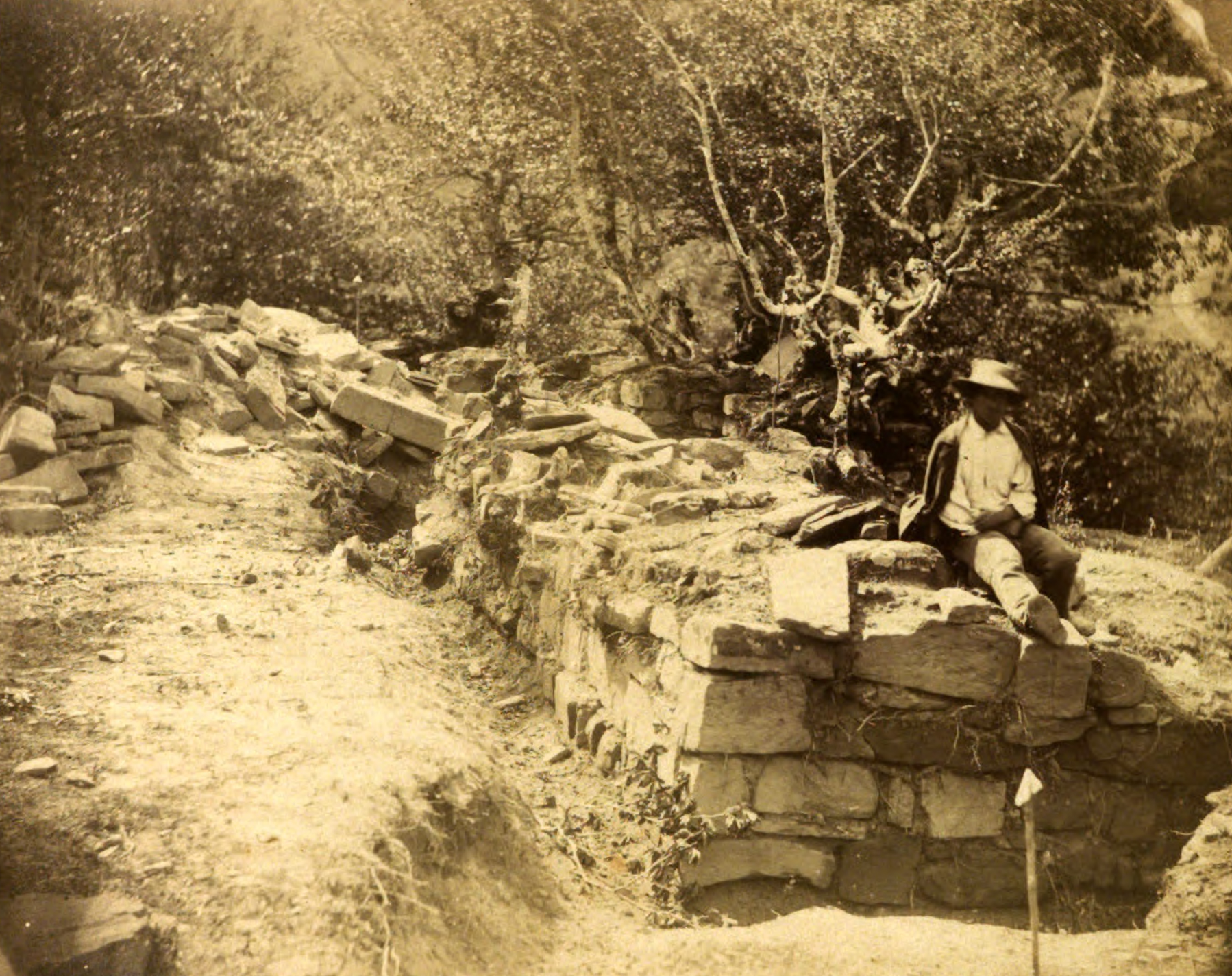
La base della torre durante gli scavi del 1861

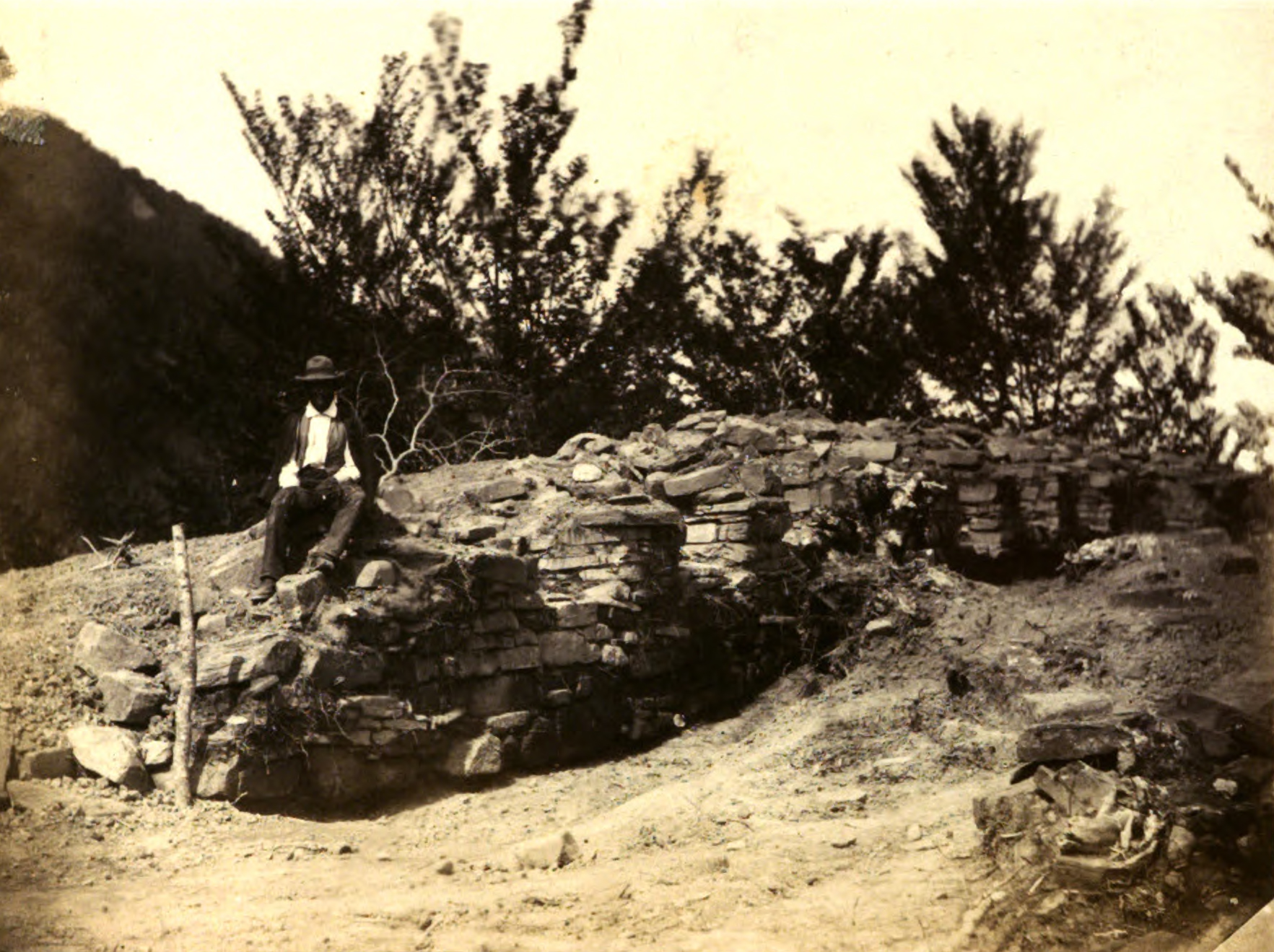
Il muro di cinta durante gli scavi del 1861

La città si estende su una superficie pressoché trapezoidale di 7200 m2, di cui solo 160 finora identificati; tutti i ruderi rinvenuti appartengono molto probabilmente alla fase bizantina dell'insediamento.
In corrispondenza dello spigolo occidentale si trovano i resti di una torre a base quadrata, di 8 m per lato, che emergevano di 1,5 m nel 1861, mentre oggi, a causa dello stato di abbandono del sito, misurano solo circa 0,5 m di altezza. Verso nord si estende per 50 m, oltre il varco di una delle antiche porte, un tratto delle mura esterne della città fortificata, realizzato in muratura regolare; al termine del rettifilo, la cinta devia ortogonalmente proseguendo per ulteriori 10 m con le stesse caratteristiche costruttive del tratto precedente, mentre per i restanti 35 m la parete è costituita da pietre sconnesse; più avanti non rimangono tracce della cinta, irrimediabilmente perduta.
Verso sud-est, invece, si estende per 78 m un tratto di mura con andamento leggermente incurvato, che segue l'orografia del terreno; dopo alcuni metri dalla torre, la cinta è internamente suddivisa in 33 piccoli vani rettangolari, che costituivano presumibilmente i sostegni dei camminamenti di ronda; al termine la muratura si interrompe per la probabile presenza di un'altra porta cittadina, dopodiché la cinta riprende irregolarmente dirigendosi verso nord per circa 17 m, oltre i quali non rimangono ulteriori tracce. I tratti mancanti a nord ed est corrispondono al bordo esterno dell'altopiano, oltre il quale il versante improvvisamente scoscende verso valle.
All'interno della città, dominata da numerosi esemplari secolari di faggi, il suolo ondulato è coperto da pietre sparse, probabilmente appartenenti alle antiche costruzioni; durante gli scavi ottocenteschi l'archeologo Alessandro Wolf rinvenne una grande buca della profondità di 8 m, praticata in epoca imprecisata probabilmente alla ricerca di tesori, ma non trovò alcun reperto degno di nota. Anche le altre indagini riportarono alla luce scarsi manufatti, ma le ricerche svolte nel 2012 dimostrarono la presenza, nei magazzini del Museo archeologico nazionale di Parma, di vari frammenti di ceramiche di produzione locale risalenti all'epoca alto-medievale, raccolti nel sito archeologico ma volutamente ignorati negli scavi passati per avvalorare la tesi della fondazione preromana.

## Il mito del tesoro sepolto nella cultura locale
Tra le popolazioni locali, il sito è da tempo immemore associato alla presenza di un tesoro sepolto e protetto da forze soprannaturali. Come riportato dagli studiosi di tradizioni popolari, infatti, ancora negli anni novanta circolava la leggenda della tragica fine di un pastore locale. Secondo il mito, il pastore avrebbe scoperto il luogo in cui si nascondeva il tesoro della Città d'Ombria grazie all'aiuto di uno sconosciuto viandante dotato di una bacchetta magica. Mentre il viandante avrebbe approfittato subito dell'opportunità, riempiendosi le tasche di monete d'oro "quante ne poteva portare con le mani", il pastore avrebbe raccolto solo "una monetina" confidando di poter tornare il giorno seguente con i suoi carri per raccogliere più ricchezze possibili. Una volta tornato, tuttavia, sarebbe stato ucciso da un "gigante con occhi di bragia" per punirlo della sua avidità. Da questa leggenda nacquero varie filastrocche montanare tramandate oralmente per secoli:
Giace sepolta la Città d'Umbria

Il più grande tesor che al mondo sia»

### Esplicative
1. ↑  Le sei foto scattate dal Brigidini sono considerate le più antiche immagini di scavi archeologici realizzate nel territorio dell'ex ducato di Parma e Piacenza.

### Bibliografiche
1. 1 2 3 4 5   Maria Luigia Pagliani, I resti di Ombrìa, su rivista.ibc.regione.emilia-romagna.it. URL consultato il 18 ottobre 2016.
2. 1 2 3  Pallastrelli, pp. 35-56.
3. 1 2 3 4 5 6 7   Raffaela Castagno, Il mistero d'Umbrìa "città" e tesoro da leggenda, su parma.repubblica.it. URL consultato il 18 ottobre 2016.
4. ↑  Salvo, Canossini, p. 159.
5. ↑  Pallastrelli, pp. 41-42.
6. ↑  Pallastrelli, pp. 20-21.
7. ↑  Pallastrelli, pp. 20-24.
8. ↑  Carini, Ghiretti, p. 36.
9. ↑   Atti del Commissario di Bardi, Archivio Storico Comunale di Bardi, XVI, Busta 1759-1763, fasc. 3.
10. 1 2  Pallastrelli, p. 10.
11. ↑  Pallastrelli, p. 20.
12. ↑  Pallastrelli, pp. 9-11.
13. 1 2 3  Catarsi, pp. 41-43.
14. ↑  Carini, Ghiretti, pp. 36-38.
15. ↑  Carini, Ghiretti, pp. 45-47.
16. ↑  Carini, Ghiretti, pp. 47-51.
17. ↑  Rugarli, pp. 342-345.
18. ↑  Carini, Ghiretti, p. 51.
19. ↑  Carini, Ghiretti, p. 52.
20. ↑  Carini, Ghiretti, pp. 52-53.
21. ↑  Pallastrelli, p. 12.
22. ↑  Pallastrelli, pp. 13-14.
23. ↑  Pallastrelli, pp. 13-15.
24. ↑  Pallastrelli, p. 15.
25. ↑   Paolo Panni, Un volume dedicato alla misteriosa e leggendaria città d'Umbria... Il più grande tesor che al mondo sia, su emiliamisteriosa.it. URL consultato il 1º gennaio 2025.